# سیارک ۴۱۰۷
سیارک ۴۱۰۷ (به انگلیسی: 4107 Rufino، نامگذاری:1989GT) چهار هزار و صد و هفتمین سیارک کشف شده‌است که در ۷ آوریل ۱۹۸۹ کشف شد.
قدر مطلق سیارک برابر ۱۱٫۶۰ است.